# Woodford Hill
Woodford Hill – miasto we Wspólnocie Dominiki, w parafii świętego Andrzeja. W 1991 roku wieś zamieszkiwało 1061 osób.